# Алікіппа (Пенсільванія)
Алікіппа (англ. Aliquippa) — місто (англ. city) в США, в окрузі Бівер штату Пенсільванія. Населення — 9238 осіб (2020).

## Географія
Алікіппа розташована за координатами 40°36′57″ пн. ш. 80°15′19″ зх. д. / 40.61583° пн. ш. 80.25528° зх. д. (40.615827, -80.255162). За даними Бюро перепису населення США в 2010 році місто мало площу 11,90 км², з яких 10,86 км² — суходіл та 1,04 км² — водойми.

## Демографія
Згідно з переписом 2010 року, у місті мешкало 9438 осіб у 4353 домогосподарствах у складі 2464 родин. Густота населення становила 793 особи/км². Було 5296 помешкань (445/км²).
Расовий склад населення:
| - 57,6 % — білих - 38,6 % — чорних або афроамериканців - 0,4 % — азіатів - 0,1 % — корінних американців |

До двох чи більше рас належало 2,8 %. Частка іспаномовних становила 1,3 % від усіх жителів.
За віковим діапазоном населення розподілялося таким чином: 21,4 % — особи молодші 18 років, 58,7 % — особи у віці 18—64 років, 19,9 % — особи у віці 65 років та старші. Медіана віку мешканця становила 42,2 року. На 100 осіб жіночої статі у місті припадало 85,3 чоловіків; на 100 жінок у віці від 18 років та старших — 80,4 чоловіків також старших 18 років.
Середній дохід на одне домашнє господарство становив 40 888 доларів США (медіана — 30 851), а середній дохід на одну сім'ю — 46 189 доларів (медіана — 36 970). Медіана доходів становила 42 892 долари для чоловіків та 32 788 доларів для жінок. За межею бідності перебувало 29,7 % осіб, у тому числі 49,4 % дітей у віці до 18 років та 19,0 % осіб у віці 65 років та старших.
Цивільне працевлаштоване населення становило 3818 осіб. Основні галузі зайнятості: освіта, охорона здоров'я та соціальна допомога — 25,6 %, роздрібна торгівля — 14,0 %, мистецтво, розваги та відпочинок — 12,8 %.